# Tatsurō Yamauchi
Tatsurō Yamauchi (japanisch 山内 達朗 Yamauchi Tatsurō; * 23. Januar 1994 in Yomitan) ist ein japanischer Fußballspieler.

## Karriere
Yamauchi erlernte das Fußballspielen in der Schulmannschaft der Yomitan High School und der Universitätsmannschaft der Osaka-Sangyo-Universität. Seinen ersten Vertrag unterschrieb er 2016 beim FC Ryūkyū. Der Verein, der in der Präfektur Okinawa beheimatet ist, spielte in der dritthöchsten Liga des Landes, der J3 League. Für den Verein absolvierte er 17 Ligaspiele. 2018 wechselte er zum Regionalligisten Okinawa SV. Mit dem Verein aus Uruma spielte er in der Kyushu Soccer League. Im Januar 2021 wechselte er in die vierte Liga. Hier schloss er sich dem Mio Biwako Shiga aus Kusatsu an. Nach 42 Ligaspielen wechselte er im Januar 2023 zum Fünftligisten Arterivo Wakayama. Mit dem Verein spielte er 13-mal in der Kansai Soccer League (Div.1). Nach einer Spielzeit wurde sein Vertrag nicht verlängert.